# Triple cruïlla de Maraix

La Triple Cruïlla de Maraş a la cruïlla de la falla d'Anatòlia Oriental i la transformació del Mar Mort

La triple cruïlla de Maraix és una triple cruïlla geològica de tres plaques tectòniques: la placa d'Anatòlia, la placa africana i la placa aràbiga.
La triple cruïlla de Maraix es troba on les plaques africanes i àrabs, una al costat de l'altra i ambdues a la deriva cap al nord i delimitades per la falla transformant de la Mar Morta de tendència nord-sud (en si mateixa una extensió de les valls africanes del Rift), es troben amb la placa d'Anatòlia. El xoc de les dues primeres plaques amb la darrera es fa al llarg de la falla d'Anatòlia Oriental. El lloc d'encreuament és a prop del golf d'Alexandreta.
Rep la seva denominació de la ciutat de Maraix, capital de la província del mateix nom. Després d'un llarg període d'inactivitat, aquesta cruïlla tectònica es va trencar pels violents terratrèmols de Turquia i Síria del 2023.